# Leonid Sitko
Leonid Kuźmicz Sitko, ros. Леонид Кузьмич Ситко (ur. 30 marca 1927 we wsi Dunajowce w okręgu kamienieckim, zm. 2007) – rosyjski poeta, tłumacz, publicysta i pisarz.
Mieszkał w Mikołajowie. W kwietniu 1942 został wysłany do III Rzeszy na roboty przymusowe. Próbował zbiec z obozu pracy pod Hamburgiem, ale go schwytano, po czym został skazany na karę śmierci przez powieszenie. Z powodu zbombardowania Hamburga i okolic przez Brytyjczyków wykonanie wyroku zostało zawieszone. W czerwcu 1943 ponownie bezskutecznie usiłował uciec z obozu. Osadzono go w więzieniu, a następnie skierowano do obozu dla ostarbeiterów w Krümmel. Pracował w miejscowej fabryce, uczestnicząc w grupie ruchu oporu. Z tego powodu przeniesiono go obozu karnego w Lubece. Na pocz. 1945 udało mu się zbiec do lasu. Po zakończeniu wojny ujawnił się, ale przez Brytyjczyków został w czerwcu tego roku deportowany do radzieckiej strefy okupacyjnej Niemiec. Zmobilizowano go do Armii Czerwonej. Po odejściu ze służby wojskowej mieszkał w Kostromie. Pracował jako leśnik, zaocznie studiując w miejscowym instytucie. W lutym 1948 został aresztowany przez SMIERSZ, po czym osadzono go w więzieniu na Butyrkach w Moskwie. Po procesie został skazany we wrześniu tego roku na karę 25 lat łagrów. W 1950 r. otrzymał dodatkowe 10 lat obozu za uczestnictwo w nielegalnej grupie literackiej Związek Poetów „Mołnija”. W 1954 r. utworzył wśród łagierników konspiracyjną grupę pod szyldem Narodowego Związku Pracujących (NTS). W wyniku ogłoszenia amnestii w 1956 r. wyszedł na wolność. Zamieszkał w Incie. W lutym 1959 r. ponownie go aresztowano. Po procesie skazano go we wrześniu tego roku na karę 7 lat łagrów. W obozie nawiązał bliski kontakt z poetą W. P. Sokołowem, w wyniku czego zaczął pisać wiersze. W lutym 1966 wyszedł na wolność. Od lat 70. zajmował się przekładami na rosyjski poezji angielskiej. W latach 90. był autorem artykułów dotyczących okresu radzieckiego. W 1996 r. opublikowano jego wspomnienia pt. „Gdie moj wietier? Kniga wospominanij”.